# Gyöngyösfalu
Gyöngyösfalu là một thị trấn thuộc hạt Vas, Hungary. Thị trấn này có diện tích 9,65 km², dân số năm 2010 là 1143 người, mật độ 118 người/km².